# Zawisty-Dworaki
Zawisty-Dworaki – część wsi Zawisty położona  w Polsce, w województwie mazowieckim, w powiecie ostrowskim, w gminie Boguty-Pianki.
Dawniej wieś.
Administracyjnie Zawisty-Dworaki są sołectwem w gminie Boguty-Pianki.

## Historia wsi
Regestr poborowy z roku 1578 wymienia Zawisty Zusalka, o powierzchni 26 ½ łana ziemi szlachty zagrodowej.
Pod koniec wieku XIX wieś w powiecie ostrowskim, gmina Kamieńczyk Wielki, parafia Boguty.
W latach 1921–1931 wieś leżała w województwie białostockim, w powiecie ostrołęckim, w gminie Boguty.
Według Powszechnego Spisu Ludności z 1921 roku wieś zamieszkiwało 56 osób, 55 było wyznania rzymskokatolickiego, 1 prawosławnego. Jednocześnie wszyscy mieszkańcy zadeklarowali polską przynależność narodową. Było tu 11 budynków mieszkalnych. Miejscowość należała do parafii rzymskokatolickiej w Klukowie. Podlegała pod Sąd Grodzki w Czyżewie i Okręgowy w Łomży; właściwy urząd pocztowy mieścił się w Bogutach.
W wyniku napaści ZSRR na Polskę we wrześniu 1939 miejscowość znalazła się pod okupacją sowiecką. Od czerwca 1941 roku pod okupacją niemiecką. Od 22 lipca 1941 do 1945 włączona w skład Landkreis Lomscha, Bezirk Bialystok III Rzeszy.
W latach 1975–1998 miejscowość administracyjnie należała do województwa łomżyńskiego.

## Okolica szlachecka
Na początku XIX w. wieś częścią tzw. okolicy szlacheckiej dawnej ziemi nurskiej o wspólnej nazwie Zawisty. Okolicę należącą do parafii Nur tworzyły:
- Zawisty Dworaki, 11 domów i 54 mieszkańców
- Zawisty Kruki, 3 domy i 15 mieszkańców
- Zawisty Króle, 3 domy i 26 mieszkańców
- folwark Zawisty Kończany o powierzchni 149 morgów
- Zawisty Piotrowice, 6 domów i 27 mieszkańców
- Zawisty Wity, 23 domy i 186 mieszkańców
- Zawisty Kończany, 4 domy i 23 mieszkańców